# Муратов, Сергей Алексеевич
Сергей Алексеевич Муратов (27 сентября 1947, пос. Лев Толстой — 27 августа 2008, Иркутск) — советский футболист, полузащитник; советский и российский футбольный тренер.

## Биография
Родился в посёлке городского типа Лев Толстой Рязанской (ныне Липецкой области). После окончания школы неудачно поступал в московский радиотехнический институт, поступил в иркутский медицинский институт, где проучился два года и за чью команду выступал. В 1968 году по приглашению Юрия Студенецкого стал выступать за клуб класса «Б» (вторая лига) «Старт» Ангарск (1969—1972). Далее играл за читинские команды второй лиги СКА (1972—1973) и «Локомотив» (1974—1975). В 1976 году вернулся в ангарскую команду, носившую уже название «Ангара», где и завершил карьеру в следующем году.
В 1978 окончив Омский институт физической культуры, в 1972—1982 годах работал вторым тренером «Ангары». В 1984 году окончил высшую школу тренеров. В 1987 году обучался в футбольной академии Рио-де-Жанейро, проходил стажировку в клубе «Фламенго». В 1984—2000 годах, на протяжении 16 сезонов, был главным тренером иркутской «Звезды», с 1998 года — президент клуба.
В 2001—2002 — тренер читинского «Локомотива», в 2003 — главный тренер клуба «Сибиряк» Братск, в 2004—2006 — главный тренер ФК «Чита». В 2008 году вновь стал главным тренером иркутской «Звезды» (из-за неполучения лицензии Миргалимовым, который фактически продолжал руководить командой). 24 августа с сердечным приступом попал в Иркутскую областную больницу, где скончался через три дня.
В Иркутске проводится турнир памяти Муратова.